# بني بشير (الجزائر)
توجد بلدية بني بشير بولاية سكيكدة تحدها شمالا بلديتي جندل وحمادي كرومة، وجنوبا رمضان جمال، وشرقا بلدية عزابة، وغربا بلدية حمادي كرومة، وهي بلدية تعدادها السكاني حوالي 36000 نسمة يمارس الزراعة كمصدر اساسي وخدمات السياحة